# Волунтарі (футбольний клуб)
Футбольний клуб «Волунтарі» (рум. Fotbal Club Voluntari) — румунський футбольний клуб з міста Волунтарі, заснований 2010 року. Виступає у Лізі I. Домашні матчі приймає на стадіоні «Ангел Йорденеску» в Бухаресті, який містить 4 600 глядачів.

## Історія
Клуб заснований 2010 року. За підсумками сезону 2012-13 років зайняв друге місце у Лізі IV національного чемпіонату, в результаті чого підвищений до Ліги III, переможцем якої став наступного сезону 2013-14 років. У сезоні 2014-15 «Волунтарі» виступав у Лізі II. За підсумками того ж сезону через систему матчів плей-оф клуб вийшов до вищого дивізіону. У дебютному у вищій лізі сезоні 2015—2016 років був у зоні вильоту, однак вигравши плей-оф на пониження у класі, залишився у Лізі I. За результатами чемпіонату Ліги I 2016—2017 років клуб зайняв дев'яте місце та виграв перший у своїй історії трофей — Кубок Румунії з футболу.

## Досягнення
- Кубок Румунії
  -  Володар (1): 2017
- Суперкубок Румунії
  -  Володар (1): 2017